# Natuurpark Penyagolosa

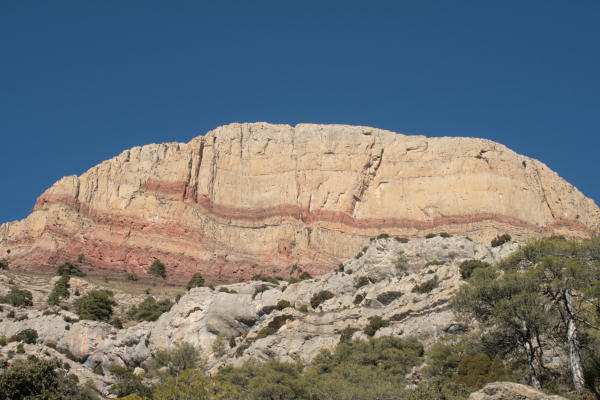

Het Natuurpark Penyagolosa (Valenciaans: Parc Natural del Penyagolosa/Spaans: Parque natural del Peñagolosa) is een natuurpark in de regio Valencia in Spanje. Het natuurpark werd opgericht in 2006 en is 1094,45 hectare groot. Het natuurpark omvat gebergte met bossen van steeneik en Aleppoden.